# Colonia Adolfo Ruiz Cortines
Colonia Adolfo Ruiz Cortines är en ort i Mexiko.   Den ligger i kommunen Tres Valles och delstaten Veracruz, i den sydöstra delen av landet, 300 km öster om huvudstaden Mexico City. Colonia Adolfo Ruiz Cortines ligger 32 meter över havet och antalet invånare är 1 724.
Terrängen runt Colonia Adolfo Ruiz Cortines är mycket platt. Runt Colonia Adolfo Ruiz Cortines är det ganska tätbefolkat, med 75 invånare per kvadratkilometer. Närmaste större samhälle är Tuxtepec, 19,1 km söder om Colonia Adolfo Ruiz Cortines. Omgivningarna runt Colonia Adolfo Ruiz Cortines är en mosaik av jordbruksmark och naturlig växtlighet.